# مستحرانية متقلبة
المستحرانية المتقلبة (الاسم العلمي: Thermoprotei) هي طائفة من العتائق تتبع فوق شعبة العتائق المصدرية.

## التصنيف
- المستحريات المتقلبة
  - المستحرات المتقلبة
    - المستحرة المتقلبة